# 示差走査熱量測定

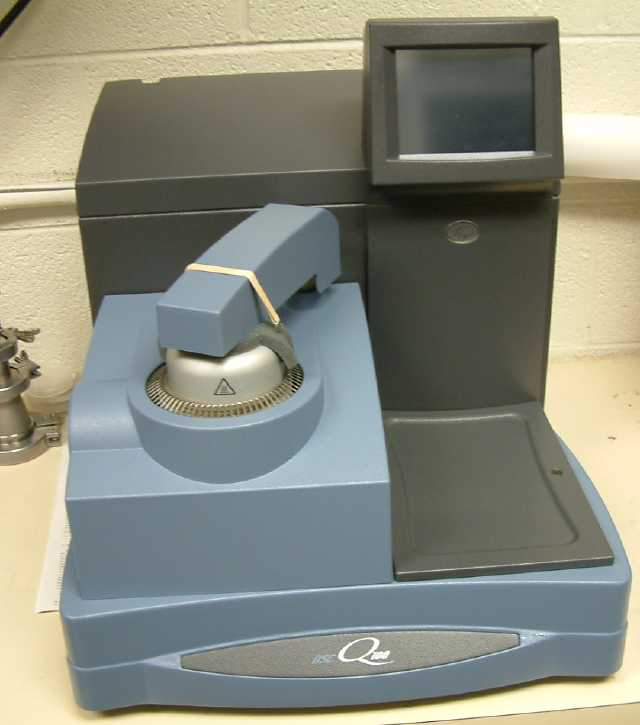
示差走査熱量計

示差走査熱量測定（しさそうさねつりょうそくてい、Differential scanning calorimetry、DSC）は物質の熱容量を測定する熱分析の手法である。
測定には示差走査熱量計という専用の装置を使用し、測定結果には試料の比熱容量や相転移・融解に伴う吸発熱などが得られる。
装置は一般に測定試料と基準物質のホルダーを備えている。測定試料及び基準物質を同時に加熱・冷却し、試料の状態変化による吸熱および発熱を定量的に測定する。

## 概要
測定試料の温度を変えるのに必要な熱量を測定する。DSCで得られる熱容量は断熱熱量計の測定値に対して1%以内の正確さで測定できるとされる。また、結晶試料が融解するときの融解熱や液体が固体になるときの凝固熱など、試料に吸・発熱が生じた際の熱量も得ることができる。
DSC装置は、このような過程で生じる測定試料と基準物質を温度変化させるのに要した熱量の違いを測定している。ガラス転移のような微量な転移も測定できるため、産業分野では試料純度の評価やポリマーの物性測定のような品質管理に用いられることが多い。
熱分析手法の一つである示差熱分析 (DTA)とも原理は類似し、DTA曲線とDSC曲線の形は基本的には同じであるが、DSCの方が広く用いられている。

## 種類
一般にDSCの装置は二つに大別される。試料及び基準物質を同時に昇降温し、温度に対する熱の変化を記録するが、装置の構造が大きく異なる。
- 入力補償DSC
  - 測定試料と基準物質は熱的に独立している[3]。ヒーターを2つ備え、常に試料と基準の温度差がゼロになるようにそれぞれのヒーターで制御し、その時に要する熱量をヒーターの電流値を利用し記録する[3]。その構造から応答性が高く、昇降温速度の設定範囲が広い。高速昇温も可能とするためガラス転移温度の測定等でも用いられる。その反面、安定性に乏しいためベースラインを取りづらく、製品検査等には不向きである。[要出典]かつてDSCとは入力補償DSCを指した[8]。
- 熱流束DSC熱流束DSCの測定部

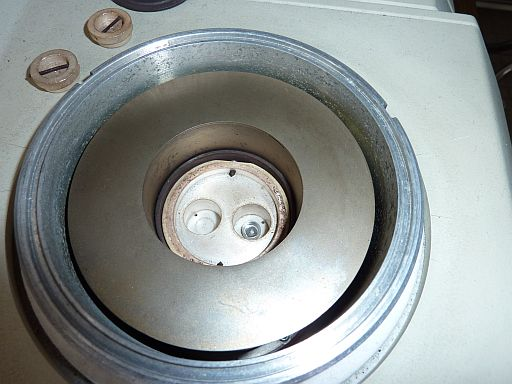
熱流束DSCの測定部

  - サンプルと基準物質は単一のヒーターで加熱・冷却される[3]。こうすると吸発熱反応の発生や、比熱容量の違いが原因でサンプルと基準物質の間に温度差が生じるため、この温度差を熱電対で検出し熱量に換算する[3]。入力補償型と逆の特長を持ち、ベースラインは取りやすい。その反面応答性は悪く、昇降温速度も遅い（最大でもおおよそ200℃毎分）ため、用途が限られる。[要出典]原理としてはDTAと同じであるが、測定エネルギーの定量性を向上させるための工夫や補正がなされている[3]。かつては定量DTAといわれた[8]。
- トリプルセルDSC

## DSC曲線
DSC測定の結果は、DSC曲線といい、縦軸に熱流 (Heat Flow / mW)、横軸に温度あるいは時間をプロットした曲線である。DSC曲線のうち基本的な要素は二つである。比熱容量由来の平坦な部分を「ベースライン」と、試料の吸・発熱由来の上下に凸な部分を「ピーク」という。ベースラインで得られる熱流の高さは、
{\displaystyle q=R^{-1}mc_{\mathrm {p} }(dT/dt)}
から与えられるため比熱容量を含む。ここで、qは熱流、R-1は装置の熱抵抗、mは試料重量、dT/dtは昇温速度である。
ベースラインも重要だがピークは目立つので解析しやすい。発熱を下方向にプロットしたDSC曲線では下に凸のピークが発熱反応、上に凸のピークが吸熱反応と解釈できる。ピークの面積からはエンタルピーが算出でき、計算式は、
{\displaystyle \Delta H=KA}
で表現される。ここで、{\displaystyle \Delta H}は転移エンタルピー、{\displaystyle K}は熱量定数（DSC装置に固有）、{\displaystyle A}はピーク面積となる。ピーク面積を用いると、転移熱を容易に定量できる。

## 応用例

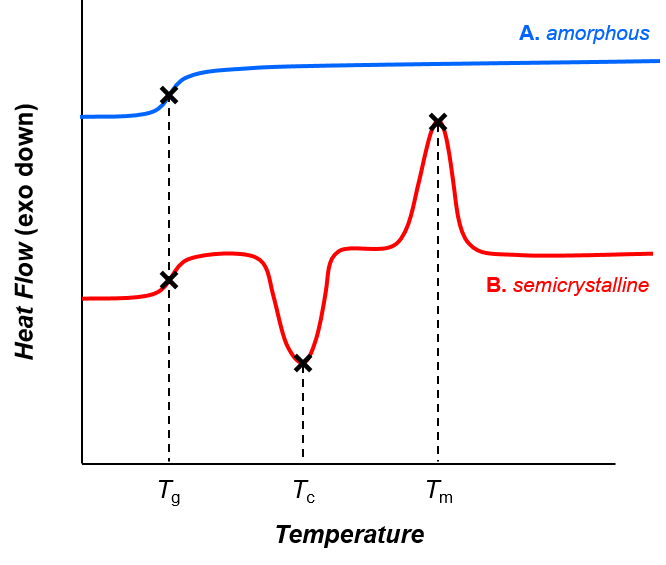
典型的な高分子のDSC曲線

DSCは測定試料の融点・結晶化温度・ガラス転移温度や、酸化安定性などの物理化学的性質が観測できる。
また、右図のような典型的な加熱の際のDSC曲線は以下のように解釈される。
Tgにみられる、ベースラインシフトは非晶(=ガラス)によるガラス転移である。試料の状態によっては、ガラス転移と同時にエンタルピー緩和と呼ばれるピークが伴うこともある。また、結晶はガラス転移を生じない。
ガラス転移を通過するとベースラインが続く。ここでは試料の温度上昇に伴って非晶質構造の粘度が減少を続ける。Bの曲線のように、Tcで結晶化するものがある。
Tmは融解ピークである。
転移温度、エントロピーの分析ができる特徴から、DSCは様々な分野で相図を決定するための重要な手法である。

### 液晶
DSCは液晶の研究にも用いられる。液晶は固体と液体の中間状態の物質であり、ディスプレイに用いられている。
DSCを用いると、固体から液晶状態へ、液晶から液体へと転移する小さなエネルギー変化も計測することが出来る。

### 酸化安定性
DSCは酸化安定性の調査にも用いられる。通常、このような調査は試料の雰囲気ガスを変更することによって行われる。測定試料は不活性雰囲気（通常は窒素）下で目的の温度まで上昇させ、酸素雰囲気に変更する。すると、酸化起因の現象がベースライン上に現れる。このような測定により、化合物の安定性や最適な保管条件の決定に用いられる。

### 製薬分析
製薬分野では、医薬品の分析にもDSCは有用な情報を与える。例えば、結晶化させてはならない医薬品には、結晶化温度の測定が不可欠だし、結晶状態の違いにより薬効が異なるような医薬品の結晶状態制御にも欠かせない。

### 高分子
DSC曲線により、ポリマーの化学的性質を評価できる。これには、混合物の融解温度などを用いる。化合物の相対量によって融点が変化する現象は、一般に溶媒に溶質を添加した際に起こる凝固点降下として知られているが、DSCを用いると低純度な化合物の融解ピークはブロードかつ、低温に生じる。
高分子化学では、硬化プロセスの研究で手軽に使用されている。高分子の架橋化は発熱ピークとして、通常はガラス転移の直後に現れる。

### 金属
DSCによって調査できる金属物質の特性は、研究例が少ないため多くない。
DSCは金属合金の固相・液相の温度を調査するのに使用できる可能性が知られているが、広く用いられてはいない。析出硬化、ギニアプレストン帯、相転移、転位運動、結晶成長などへの応用が研究されている。